# Nadija Kazimirčuková
Nadija Mykolajivna Kazimirčuková provdaná Nadija Mykolajivna Fortunatovová (* 27. září 1978 Kyjev, Sovětský svaz) je bývalá ukrajinská sportovní šermířka, která se specializovala na šerm kordem. Ukrajinu reprezentovala v devadesátých letech a v prvním desetiletí jednadvacátého století. Na olympijských hrách startovala v roce 2004 v soutěži jednotlivkyň. V roce 2006 obsadila třetí místo na mistrovství Evropy v soutěži jednotlivkyň. S ukrajinským družstvem kordistek vybojovala v roce 2002 a 2005 třetí místo na mistrovství Evropy.